# Мишел Уелбек
Мишел Уелбек (на френски: Michel Houellebecq) е псевдоним на Мишел Томас (Michel Thomas), френски писател, станал световно и скандално известен с романите „Елементарните частици“ („les Particules élémentaires“) и „Платформата“ („Plateforme“).

## Биография
Мишел Уелбек публикува за първи път през 1991 г. два сборника с поезия. Критиката не ги забелязва. Повечето от засегнатите теми – самотата, критиката на либерализма дори и в сферата на личния живот, ще присъстват и в бъдещите му книги.
Няколко издателства отказват да публикуват първия му роман „Разширяване полето на борбата“ („Extension du domaine de la lutte“), издаден накрая от Морис Надо през 1994. Той утвърждава Уелбек като основоположник на ново поколение писатели (след ситуационистите), които описват нищетата и безсърдечието на съвременния човек. Романът намира своята аудитория без промоции и реклама, предимно с лични отзиви. Адаптиран е за френската телевизия през 1999 от Philippe Harel, а за датската, от Jens Albinus през 2002.
Следващият роман на Мишел Уелбек – „Елементарни частици“ предизвиква медиен скандал. Авторът е изгонен от литературното списание Perpendiculaire за съмнителни, неблагонадеждни настроения и мисли. Авторът яростно отговаря във вестник „Монд“ и така обръща всичко в своя полза и реклама. На страниците на романа присъстват нападки (макар и символични, но все пак поименни) срещу писателя Филип Солерс. Въпреки това книгата е наградена с Prix Novembre, от жури, в което участва и Филип Солерс. Последният ще свидетелства в полза на Уелбек по време на процеса срещу него за изказвания, накърняващи исляма. Уелбек и преводачът му Frank Wynne получават наградата IMPAC 2002 за Atomised, англоезичния превод на този роман.
Следват „Платформата“ (2001), Възможност за остров, Карта и територия (2010), удостоена с наградата Гонкур и Подчинение (2015), в който се разказва как би изглеждала Франция под управлението на демократично избран президент, който налага исляма в образованието. По стечение на обстоятелствата този роман се появява във Франция в деня на нападението срещу „Шарли Ебдо“. За втори път той се оказва пророк на събития, свързани с ислямски тероризъм. В атентата загива личният му приятел Бернар Марис.
Уелбек издава и музикален албум „Човешко присъствие“, сходен по стил с неговата поезия. Той пее или по-скоро напевно чете текстовете си. Представя албума си и на няколко концерта.
Уелбек отдава голямо значение и на творчеството си на есеист.
В края на 90-те години напуска Франция и живее в Ирландия и Испания.
През 2016 г. Мишел Уелбек е удостоен с швейцарската литературна награда „Франк Ширмахер“. Получава Орден на почетния легион в 2019 г.

## Отличия и награди

### Награди
- Награда „Тристан Цара“ за 1992 г., за стихосбирката La Poursuite du bonheur.[2]
- Prix de Flore за 1996 г., за стихосбирката Le Sens du combat.[2]
- Prix Novembre за 1998 г., за романа Les Particules élémentaires]].[2]
- Най-добра книга на годината според списание Lire за 1998 г., за романа Les Particules élémentaires.[2]
- Международната Дъблинска литературна награда IMPAC за 2002 г., за английския превод на романа Les Particules élémentaires.[3]
- Prix Interallié за 2005 г., за романа La Possibilité d'une île.[2]
- Награда „Гонкур“ за 2010 г., за романа La Carte et le Territoire.[2]
- Prix de la BnF за 2015 г., за цялостното му творчество.[4]
- Награда „Освалд Шпенглер“ за 2018 г., за цялостното му творчество и, в частност, за романа Soumission.[5]
- Prix La Tour Carnet за 2018 г., за цялостното му творчество.[6]
- Австрийска държавна награда за европейска литература за 2019 г.[7]

### Отличия
През 2019 г. е обявен за кавалер на Ордена на Почетния легион.

### Друго признание
На негово име е кръстен астероидът (361450) Houellebecq.

## Екранизации
- 1978 Cristal de souffrance
- 1982 Déséquilibres
- 1999 Extension du domaine de la lutte – по романа, сценарий
- 2001 La rivière
- 2002 Udvidelse af kampzonen – ТВ филм, по романа „По-широко поле за борбата“
- 2004 Monde extérieur
- 2004 Glimpse 12 – текст
- 2006 Le monde n'est pas un panorama
- 2006 Елементарни частици, Elementarteilchen – по романа
- 2008 La possibilité d'une île – по романа „Възможност за остров“, сценарий и диалог
- 2014 Isolement – видео
- 2014 Les Particules Élémentaires – видео, по романа
- 2016 To Stay Alive: A Method – документален, по „Rester vivant“
- 2019 Unterwerfung – ТВ филм, по романа „Подчинение“